# Internationaux de France en parties originales
Les Internationaux de France en parties originales sont une compétition de Scrabble duplicate en parties originales (joker, 7/8, 7 et 8, 7 et 8 joker... le programme variant régulièrement). Ils ont eu lieu de 1994 à 2001 lors du Festival de Cannes (sauf 1999 à Avignon), et depuis 2001 lors du Festival d'Aix-les-Bains. L'année 2001 a vu deux éditions comptant pour deux saisons différentes.
Ils sont ouverts à tous, y compris aux joueurs d'autres fédérations. Le titre de Champion de France de Scrabble duplicate en parties originales y est décerné au premier Français (le vainqueur du tournoi dans 18 des 22 éditions). Thierry Chincholle détient le record de victoire (4) et co-détient avec Antonin Michel celui de titres de champion de France (5).

## Palmarès
| Année | Date                   | Vainqueur              | Second                | Troisième             | Joueurs |
| ----- | ---------------------- | ---------------------- | --------------------- | --------------------- | ------- |
| 1994  | 21-22 février          | Emmanuel Rivalan       | Franck Maniquant      | Philippe Lorenzo      | 165     |
| 1995  | 14-15 février          | Anthony Clémenceau     | Marc Treiber          | Jean-François Lachaud | 199     |
| 1996  | 26-27 février          | Aurélien Kermarrec     | Thierry Chincholle    | Franck Maniquant      | 301     |
| 1997  | 24-25 février          | Franck Maniquant       | Thierry Chincholle    | Vincent Derval        | 349     |
| 1998  | 23-24 février          | Pascal Fritsch         | Fabien Doute          | Nicolas Grellet       | 437     |
| 1999  | 18-19 février          | Emmanuel Rivalan (2)   | Antonin Michel        | Franck Maniquant      | 358     |
| 2000  | 24-25 février          | Aurélien Kermarrec (2) | Antonin Michel        | Florian Lévy          | 571     |
| 2001  | 22-23 février          | Florian Lévy           | Anthony Clémenceau    | Thierry Chincholle    | 529     |
| 2001  | 1er-2 novembre         | Florian Lévy (2)       | Séverine Bergeault    | Thierry Chincholle    | 565     |
| 2002  | 31 oct. - 1er novembre | Jean-Pierre Hellebaut  | Thierry Chicholle     | Aurélien Delaruelle   | 690     |
| 2003  | 30-31 octobre          | Antonin Michel         | Hugo Delafontaine     | Pascal Fritsch        | 712     |
| 2004  | 28-29 octobre          | Thierry Chincholle     | Luc Maurin            | Guy Delore            | 792     |
| 2005  | 28 octobre             | Antonin Michel (2)     | Jean-Pierre Hellebaut | Florian Lévy          | 842     |
| 2006  | 26-27 octobre          | Luc Maurin             | Florian Lévy          | Ndongo Samba Sylla    | 909     |
| 2007  | 1er-2 novembre         | Thierry Chincholle (2) | Jean-Pierre Brelle    | Florian Lévy          | 1007    |
| 2008  | 30-31 octobre          | Thierry Chincholle (3) | Fabien Fontas         | Aurélien Delaruelle   | 927     |
| 2009  | 29-30 octobre          | Guy Delore             | Fabien Fontas         | Luc Maurin            | 994     |
| 2010  | 28-29 octobre          | Thierry Chincholle (4) | Hugo Delafontaine     | Dominique Le Fur      | 938     |
| 2011  | 27-28 octobre          | Antonin Michel (3)     | Franck Maniquant      | Hugo Delafontaine     | 926     |
| 2012  | 1er-2 novembre         | Hugo Delafontaine      | Antonin Michel        | Romain Santi          | 875     |
| 2013  | 30 oct.-1er nov.       | Hugo Delafontaine (2)  | Romain Santi          | Antonin Michel        | 842     |
| 2014  | 30-31 octobre          | Hugo Delafontaine (3)  | Romain Santi          | Samson Tessier        | 763     |
| 2015  | 29-30 octobre          | Louis Eggermont        | Dominique Le Fur      | Thierry Chincholle    | 842     |
| 2016  | 31 oct.-1er novembre   | Jean-François Lachaud  | Mactar Sylla          | Marc Bruyère          | 676     |
| 2017  | 2-3 novembre           | Samson Tessier         | Jérôme Kollmeier      | Laurent Loubière      | 836     |
| 2018  | 1er-2 novembre         | Samson Tessier (2)     | Aurélien Delaruelle   | Marc Bruyère          | 816     |
| 2019  | 31 oct.-1er novembre   | Roman Santi            | Aurélien Delaruelle   | Fabien Fontas         | 811     |
| 2022  | 27-28 octobre          | Louis Eggermont (2)    | Samson Tessier        | Marc Bruyère          | 578     |
| 2023  | 25-26 octobre          | Hugo Delafontaine (4)  | Samson Tessier        | Antonin Michel        | 651     |
| 2024  | 30-31 octobre          | Samson Tessier (3)     | Antonin Michel        | Simon Valentin        | 637     |

## Classement par nombre de victoires
| Rang  | Nation                | Or | Argent | Bronze | Total |
| ----- | --------------------- | -- | ------ | ------ | ----- |
| 1     | Thierry Chincholle    | 4  | 2      | 3      | 9     |
| 2     | Hugo Delafontaine     | 4  | 2      | 1      | 7     |
| 3     | Antonin Michel        | 3  | 4      | 2      | 9     |
| 4     | Samson Tessier        | 3  | 2      | 1      | 6     |
| 5     | Florian Lévy          | 2  | 1      | 3      | 6     |
| 6     | Aurélien Kermarrec    | 2  | -      | -      | 2     |
| 6     | Emmanuel Rivalan      | 2  | -      | -      | 2     |
| 6     | Louis Eggermont       | 2  | -      | -      | 2     |
| 9     | Franck Maniquant      | 1  | 2      | 2      | 5     |
| 10    | Luc Maurin            | 1  | 2      | 1      | 4     |
| 10    | Romain Santi          | 1  | 2      | 1      | 4     |
| 12    | Anthony Clémenceau    | 1  | 1      | -      | 2     |
| 12    | Jean-Pierre Hellebaut | 1  | 1      | -      | 2     |
| 14    | Pascal Fritsch        | 1  | -      | 1      | 2     |
| 14    | Guy Delore            | 1  | -      | 1      | 2     |
| 16    | Jean-François Lachaud | 1  | -      | -      | 1     |
| 17    | Aurélien Delaruelle   | -  | 2      | 2      | 4     |
| 18    | Fabien Fontas         | -  | 2      | 1      | 3     |
| 19    | Dominique Le Fur      | -  | 1      | 1      | 2     |
| 20    | 6 scrabbleurs         | -  | 1      | -      | 6     |
| 26    | Marc Bruyère          | -  | -      | 2      | 2     |
| 27    | 9 scrabbleurs         | -  | -      | 1      | 9     |
| Total | Total                 | 28 | 28     | 27     | 84    |